# Wilfried Dietrich
Wilfried Dietrich (Schifferstadt, 14 ottobre 1933 – Durbanville, 3 giugno 1992) è stato un lottatore tedesco, con un oro, due argenti e due bronzi il più medagliato a livello olimpico del suo sport.

## Palmarès
- Giochi olimpici

1956 - Melbourne: argento nella lotta greco-romana nella categoria dei pesi massimi.
1960 - Roma: oro nella lotta libera nella categoria dei pesi massimi e argento nella lotta greco-romana nella categoria dei pesi massimi.
1964 - Tokyo: bronzo nella lotta greco-romana nella categoria dei pesi massimi.
1968 - Città del Messico: bronzo nella lotta libera nella categoria dei pesi massimi.
- Campionati mondiali

1957 - Istanbul: argento nella lotta libera nella categoria dei pesi massimi.
1961 - Yokohama: oro nella lotta libera nella categoria dei pesi massimi.
1962 - Toledo: bronzo nella categoria dei pesi massimi nella lotta libera e nella lotta greco-romana.
1969 - Mar del Plata: argento nella categoria dei pesi massimi nella lotta greco-romana.
- Europei

1967: oro nella lotta libera nella categoria dei pesi massimi.